# آلفونسو دو آلبوکرکی
آلفونسو د آلبوکرکی (به پرتغالی: Afonso de Albuquerque) (زاده ۱۴۵۳ در آلهاندرا، پرتغال- مرگ: ۱۶ دسامبر ۱۵۱۵ در گوا، هند) کاشف و دولت مرد پرتغالی بود.
او یک نجیب‌زاده، جنگجو و سرهنگ دریایی پرتغالی بود که فعالیت‌های نظامی و اجرایی وی، موقعیت دولت استعماری پرتفال را در اقیانوس هند برقرار گرداند. از او به خاطر استراتژی موفقیت آمیزش به عنوان نابغهٔ فاتح نظامی یاد می‌شود.

او چندی قبل از مرگش از طرف مانوئل اول، پادشاه وقت اسپانیا، لقب دوک گوا را به خود اختصاص داد. او اولین دوک پرتغالی بود که به خانوادهٔ سلطنتی تعلق نداشت. همچنین او اولین کسی بود که لقب دوک را برای منطقه‌ای خارج از خاک پرتغال می‌گرفت. او تلاش کرد تا تمامی راه‌های آبی دریایی به اقیانوس اطلس، دریای سرخ، خلیج فارس و اقیانوس آرام را ببندد تا آنجا را تحت سلطه پرتغال درآورد. او اعتقاد داشت که پرتغال باید افزون بر هند، بر مهم‌ترین گذرگاه‌های مشرق زمین مسلط شود. 

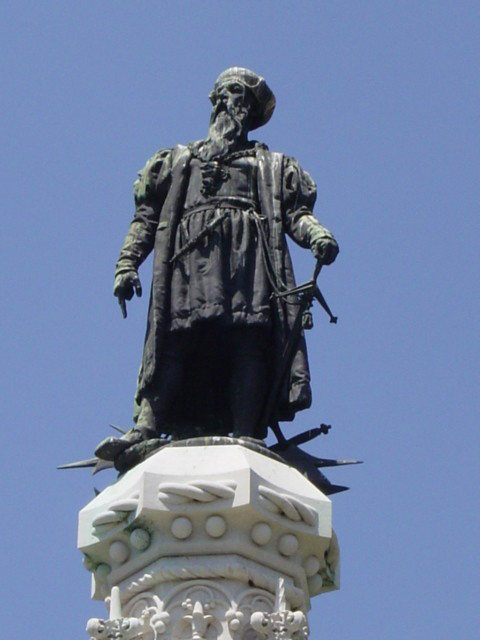
مجسمه آلفونسو د آلبوکرک در لیسبوا

او بر منطقه گوا درهند و تنگه عدن چیره شد و در سال‌هایی که شاه اسماعیل صفوی، سلسله صفویان را در ایران پایه‌گذاری کرده و درحال افزایش قدرت خود بود، به تنگه هرمز حمله کرد و جزیره هرمز را هم تصرف کرد. شاه اسماعیل که نیروی دریایی در اختیار نداشت، واکنشی در برابر پرتغالی‌ها نشان نداد و پرتغالی‌ها تا ۱۱۶ سال بعد که شاه عباس صفوی با همکاری انگلیسی‌ها آنها را از آنجا بیرون راند در آنجا ماندگار شدند. او نیز ماکائو در
نزدیکی سنگاپور و مالاکا در نزدیکی کانتن چین را تصرف کرد و تجارت با ژاپنی‌ها را آغاز کرد. او در آفریقا از شمال موریتانی تا قلب کنیا دژهای نظامی متعددی بنا کرد و در آخرین تلاش تصمیم گرفت که مسیر رودخانه نیل را تغییر دهد تا تجارت مصر را نابود سازد تا از حاکمان و تاجران مسلمان انتقام بگیرد.

## زندگی
او در دربار آفونسو ی پنجم پرورش یافت. در سال ۱۴۸۰، به یک ناوگان پیوست تا به عنوان معاون و دستیار فرناندو د ناپولس که در آن زمان با ترک‌ها در جنگ بود او را همراهی کند؛ و در سال ۱۴۸۶ به گروه دیگری برای دفاع از نیروی چیستوسا در نزدیکی شهر لاراچه پیوست. در ۱۴۷۶ در جنگ با کاستیا، خوان دوم همراهی کرد. در سال ۱۵۰۳ با ۳ ناو به مقصد هندوستان و با همراهی پسر عمویش فرانسیسکو د آلبوکرک در جنگ‌ها ی زیادی شرکت کرد و روابط خود را با کولومبو (پایتخت تجاری سری لانکا) گسترش داد؛ و اما مانوئل دوم بار دیگر او را به همراه تریستوا د کونها به مشرق زمین فرستاد تا بتواند

## پانویس

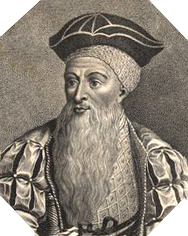
تصویر آلفونسو د آلبوکرک